# Hertha Berliner Sport-Club 2000-2001
Questa voce raccoglie le informazioni riguardanti l'Hertha Berliner Sport-Club nelle competizioni ufficiali della stagione 2000-2001.

## Stagione
Nella stagione 2000-2001 l'Hertha Berlino, allenato da Jürgen Röber, concluse il campionato di Bundesliga al 5º posto. In Coppa di Germania l'Hertha Berlino fu eliminato al secondo turno dal Wolfsburg. In Coppa di Lega l'Hertha Berlino perse la finale con il Bayern Monaco. In Coppa UEFA l'Hertha Berlino fu eliminato al terzo turno dall'Inter.

## Rosa
| N. |                                 | Ruolo | Calciatore                  |
| -- | ------------------------------- | ----- | --------------------------- |
| 1  | Ungheria (bandiera)             | P     | Gábor Király                |
| 4  | Paesi Bassi (bandiera)          | D     | Dick van Burik              |
| 5  | Grecia (bandiera)               | D     | Kōnstantinos Kōnstantinidīs |
| 6  | Islanda (bandiera)              | D     | Eyjólfur Sverrisson         |
| 7  | Brasile (bandiera)              | A     | Alex Alves                  |
| 8  | Germania (bandiera)             | C     | Dariusz Wosz                |
| 9  | Iran (bandiera)                 | A     | Ali Daei                    |
| 11 | Germania (bandiera)             | A     | Michael Preetz              |
| 12 | Germania (bandiera)             | P     | Christian Fiedler           |
| 14 | Croazia (bandiera)              | D     | Josip Šimunić               |
| 16 | Germania (bandiera)             | C     | Sixten Veit                 |
| 17 | Bosnia ed Erzegovina (bandiera) | A     | Sead Zilić                  |
| 18 | Ungheria (bandiera)             | C     | Pál Dárdai                  |
| 19 | Germania (bandiera)             | C     | Andreas Schmidt             |

| N. |                        | Ruolo | Calciatore        |
| -- | ---------------------- | ----- | ----------------- |
| 20 | Stati Uniti (bandiera) | D     | Tony Sanneh       |
| 21 | Germania (bandiera)    | C     | Michael Hartmann  |
| 22 | Germania (bandiera)    | C     | Stefan Beinlich   |
| 23 | Germania (bandiera)    | C     | René Tretschok    |
| 24 | Germania (bandiera)    | C     | Kai Michalke      |
| 25 | Paesi Bassi (bandiera) | C     | Rob Maas          |
| 26 | Germania (bandiera)    | C     | Sebastian Deisler |
| 27 | Germania (bandiera)    | A     | Andreas Thom      |
| 28 | Germania (bandiera)    | P     | Michael Eckhard   |
| 29 | Polonia (bandiera)     | A     | Piotr Reiss       |
| 32 | Germania (bandiera)    | C     | Thorben Marx      |
| 33 | Germania (bandiera)    | D     | Marko Rehmer      |
| 35 | Germania (bandiera)    | C     | Benjamin Köhler   |
| 40 | Polonia (bandiera)     | P     | Tomasz Kuszczak   |

## Organigramma societario
Area tecnica
- Allenatore: Jürgen Röber
- Allenatore in seconda: Bernd Storck
- Preparatore dei portieri: Enver Marić
- Preparatori atletici:

## Calciomercato

### Sessione estiva
| Acquisti | Acquisti        | Acquisti          | Acquisti |
| R.       | Nome            | da                | Modalità |
| -------- | --------------- | ----------------- | -------- |
| C        | Stefan Beinlich | Bayer Leverkusen  |          |
| C        | Benjamin Köhler | Hertha Berlino II |          |
| C        | Thorben Marx    | Hertha Berlino II |          |
| A        | Piotr Reiss     | Duisburg          |          |
| D        | Rui Marques     | Ulma              |          |

| Cessioni | Cessioni          | Cessioni          | Cessioni |
| R.       | Nome              | a                 | Modalità |
| -------- | ----------------- | ----------------- | -------- |
| A        | Ilija Aračić      | Arminia Bielefeld |          |
| C        | Joe Bacak         | Ethnikos Asteras  |          |
| C        | Ante Čović        | Bochum            |          |
| D        | Hendrik Herzog    | Unterhaching      |          |
| C        | Sergey Mandreko   | Bochum            |          |
| C        | Andreas Neuendorf | Bayer Leverkusen  |          |
| P        | Rene Renno        | TeBe Berlino      |          |

### Sessione invernale
| Acquisti | Acquisti   | Acquisti   | Acquisti |
| R.       | Nome       | da         | Modalità |
| -------- | ---------- | ---------- | -------- |
| A        | Sead Zilić | Fiorentina |          |

| Cessioni | Cessioni    | Cessioni  | Cessioni |
| R.       | Nome        | a         | Modalità |
| -------- | ----------- | --------- | -------- |
| A        | Bryan Roy   | NAC Breda |          |
| D        | Rui Marques | Stoccarda |          |

## Risultati

### Bundesliga

#### Girone di andata
| Arbitro: | Merk |

|                                                           |           |          |
| Scholl 9’ (rig.) Jancker 65’ Zickler 81’ Salihamidžić 88’ | Marcatori | 89’ Daei |

| Arbitro: | Aust |

|                                           |           |  |
| Beinlich 18’, 32’ Hartmann 34’ Rehmer 75’ | Marcatori |  |

| Arbitro: | Strampe |

|                                        |           |  |
| Preetz 20’, 60’ Alves 35’ Hartmann 43’ | Marcatori |  |

| Arbitro: | Albrecht |

|                              |           |          |
| Akonnor 33’ (rig.) Nowak 58’ | Marcatori | 88’ Daei |

| Arbitro: | Meyer |

|                    |           |  |
| Daei 77’ Alves 79’ | Marcatori |  |

| Arbitro: | Weiner |

|                                                            |           |                                 |
| Breitenreiter 34’ (rig.), 45’, 48’ Rraklli 50’ Straube 84’ | Marcatori | 22’ Beinlich 88’ (aut.) Seifert |

| Arbitro: | Steinborn |

|                                    |           |                                  |
| Alves 28’ Preetz 29’ Wosz 45’, 46’ | Marcatori | 23’ Arveladze 28’ (rig.) Lottner |

| Arbitro: | Strampe |

|  |           |                         |
|  | Marcatori | 3’ Deisler 72’ Beinlich |

| Arbitro: | Keßler |

|                                 |           |           |
| Wosz 42’ Roy 66’ Sverrisson 85’ | Marcatori | 20’ Labak |

| Arbitro: | Jansen |

|  |           |                |
|  | Marcatori | 90’ Sverrisson |

| Arbitro: | Wack |

|                                        |           |                    |
| Alves 12’ Preetz 43’, 49’ Beinlich 79’ | Marcatori | 71’ (rig.) Pizarro |

| Arbitro: | Meyer |

|                     |           |  |
| Ricken 3’ Reina 72’ | Marcatori |  |

| Arbitro: | Fandel |

|  |           |                             |
|  | Marcatori | 4’, 19’, 86’ Sand 80’ Böhme |

| Arbitro: | Krug |

|  |           |                                                  |
|  | Marcatori | 18’ van Burik 21’ Kōnstantinidīs 83’, 88’ Preetz |

| Arbitro: | Merk |

|                                     |           |                                  |
| Tretschok 28’ (rig.) Sverrisson 29’ | Marcatori | 35’ Dorn 73’ (rig.) K'obiashvili |

| Arbitro: | Heynemann |

|                                              |           |  |
| Neuville 7’, 19’ Ramelow 67’ Rink 82’ (rig.) | Marcatori |  |

| Arbitro: | Jansen |

|                        |           |                                           |
| Deisler 60’ Preetz 66’ | Marcatori | 21’ Strasser 41’, 70’ Klose 89’ Djorkaeff |

#### Girone di ritorno
| Arbitro: | Berg |

|            |           |                                           |
| Preetz 25’ | Marcatori | 16’ Cruz 33’ (rig.) Effenberg 60’ Zickler |

| Arbitro: | Fandel |

|                 |           |                 |
| Butt 29’ (rig.) | Marcatori | 63’, 81’ Preetz |

| Arbitro: | Sippel |

|             |           |                              |
| Peschel 62’ | Marcatori | 32’ Preetz 66’, 90’ Michalke |

| Arbitro: | Jansen |

|                      |           |                                |
| Tretschok 74’ (rig.) | Marcatori | 37’, 50’ Juskowiak 55’ Schnoor |

| Arbitro: | Stark |

|  |           |            |
|  | Marcatori | 77’ Preetz |

| Arbitro: | Wack |

|              |           |  |
| Cullmann 48’ | Marcatori |  |

| Arbitro: | Strampe |

|                          |           |                |
| Dárdai 55’ van Burik 68’ | Marcatori | 52’ Zimmermann |

| Arbitro: | Aust |

|            |           |  |
| Dárdai 90’ | Marcatori |  |

| Arbitro: | Berg |

|                                        |           |  |
| Miriuță 19’ Bittencourt 43’ Helbig 72’ | Marcatori |  |

| Arbitro: | Steinborn |

|                           |           |  |
| Alves 19’ Preetz 78’, 89’ | Marcatori |  |

| Arbitro: | Sippel |

|                            |           |             |
| Pizarro 7’, 65’ Frings 87’ | Marcatori | 49’ Schmidt |

| Arbitro: | Albrecht |

|            |           |  |
| Rehmer 65’ | Marcatori |  |

| Arbitro: | Fandel |

|                                        |           |             |
| Böhme 56’ van Hoogdalem 79’ Mpenza 86’ | Marcatori | 34’ Deisler |

| Arbitro: | Fleischer |

|                          |           |  |
| Alves 2’, 28’ Preetz 32’ | Marcatori |  |

| Arbitro: | Aust |

|             |           |  |
| Ramdane 80’ | Marcatori |  |

| Arbitro: | Fandel |

|             |           |              |
| Deisler 21’ | Marcatori | 61’ Neuville |

| Arbitro: | Heynemann |

|  |           |           |
|  | Marcatori | 47’ Alves |

### Coppa di Germania
| Arbitro: | Berg |

|                        |           |                                       |
| Djappa 57’ (rig.), 62’ | Marcatori | 8’ Preetz 54’ Wosz 93’ Kōnstantinidīs |

| Arbitro: | Fleischer |

|                                   |           |              |
| Akpoborie 9’ O'Neil 30’ Nowak 83’ | Marcatori | 20’ Beinlich |

### Coppa di Lega
| Arbitro: | Heynemann |

|                |           |                                   |
| Butt 7’ (rig.) | Marcatori | 36’ Alves 61’ Beinlich 67’ Dárdai |

| Arbitro: | Hufgard |

|                                     |                      |                                      |
| Kirsten 44’                         | Marcatori            | 89’ Preetz                           |
| Greško Reeb Rink Neuendorf Hoffmann | Tiri di rigore 4 – 5 | Reiss Beinlich Preetz Király Deisler |

| Arbitro: | Krug |

|              |           |                                                         |
| Michalke 61’ | Marcatori | 50’, 66’, 85’ Zickler 53’ Jancker 57’ (aut.) Sverrisson |

### Coppa UEFA
| Arbitro: | Riley |

|              |           |                     |
| Epureanu 11’ | Marcatori | 25’ Preetz 64’ Daei |

| Arbitro: | Dobrinov |

|                       |           |  |
| Hartmann 20’ Daei 26’ | Marcatori |  |

| Arbitro: | Beneš |

|                                  |           |             |
| Preetz 8’ Beinlich 46’ Reiss 66’ | Marcatori | 88’ Piskuła |

| Arbitro: | Huyghe |

|          |           |          |
| Król 59’ | Marcatori | 66’ Veit |

| Berlino 21 novembre 2000, ore CET Terzo turno | Hertha Berlino | 0 – 0 referto | Inter | Stadio Olimpico (39 100 spett.)\| Arbitro: \| Durkin \| |
| Arbitro:                                      | Durkin         |               |       |                                                         |

| Arbitro: | Batista |

|                     |           |               |
| Recoba 6’ Şükür 87’ | Marcatori | 54’ Tretschok |

## Statistiche

### Statistiche di squadra
| Competizione      | Punti | In casa | In casa | In casa | In casa | In casa | In casa | In trasferta | In trasferta | In trasferta | In trasferta | In trasferta | In trasferta | Totale | Totale | Totale | Totale | Totale | Totale | DR |
| Competizione      | Punti | G       | V       | N       | P       | Gf      | Gs      | G            | V            | N            | P            | Gf           | Gs           | G      | V      | N      | P      | Gf     | Gs     | DR |
| ----------------- | ----- | ------- | ------- | ------- | ------- | ------- | ------- | ------------ | ------------ | ------------ | ------------ | ------------ | ------------ | ------ | ------ | ------ | ------ | ------ | ------ | -- |
| Bundesliga        | 56    | 17      | 11      | 2       | 4       | 38      | 22      | 17           | 7            | 0            | 10           | 20           | 30           | 34     | 18     | 2      | 14     | 58     | 52     | +6 |
| Coppa di Germania | -     | 0       | 0       | 0       | 0       | 0       | 0       | 2            | 1            | 0            | 1            | 4            | 5            | 2      | 1      | 0      | 1      | 4      | 5      | -1 |
| Coppa di Lega     | -     | 1       | 0       | 0       | 1       | 1       | 5       | 2            | 1            | 1            | 0            | 4            | 2            | 3      | 1      | 1      | 1      | 5      | 7      | -2 |
| Coppa UEFA        | -     | 3       | 2       | 1       | 0       | 5       | 1       | 3            | 1            | 1            | 1            | 4            | 4            | 6      | 3      | 2      | 1      | 9      | 5      | +4 |
| Totale            | 56    | 21      | 13      | 3       | 5       | 44      | 28      | 24           | 10           | 2            | 12           | 32           | 41           | 45     | 23     | 5      | 17     | 76     | 69     | +7 |

### Andamento in campionato
| Giornata  | 1  | 2 | 3 | 4 | 5 | 6 | 7 | 8 | 9 | 10 | 11 | 12 | 13 | 14 | 15 | 16 | 17 | 18 | 19 | 20 | 21 | 22 | 23 | 24 | 25 | 26 | 27 | 28 | 29 | 30 | 31 | 32 | 33 | 34 |
| --------- | -- | - | - | - | - | - | - | - | - | -- | -- | -- | -- | -- | -- | -- | -- | -- | -- | -- | -- | -- | -- | -- | -- | -- | -- | -- | -- | -- | -- | -- | -- | -- |
| Luogo     | T  | C | C | T | C | T | C | T | C | T  | C  | T  | C  | T  | C  | T  | C  | C  | T  | T  | C  | T  | T  | C  | C  | T  | C  | T  | C  | T  | C  | T  | C  | T  |
| Risultato | P  | V | V | P | V | P | V | V | V | V  | V  | P  | P  | V  | N  | P  | P  | P  | V  | V  | P  | V  | P  | V  | V  | P  | V  | P  | V  | P  | V  | P  | N  | V  |
| Posizione | 16 | 8 | 4 | 7 | 5 | 8 | 4 | 4 | 2 | 1  | 1  | 1  | 3  | 3  | 1  | 4  | 5  | 6  | 5  | 5  | 5  | 5  | 5  | 5  | 4  | 6  | 5  | 5  | 5  | 5  | 5  | 5  | 5  | 5  |

Legenda:

Luogo: C = Casa; T = Trasferta. Risultato: V = Vittoria; N = Pareggio; P = Sconfitta.

### Statistiche dei giocatori
| Giocatore         | Bundesliga | Bundesliga | Bundesliga  | Bundesliga | Coppa di Germania | Coppa di Germania | Coppa di Germania | Coppa di Germania | Coppa di Lega | Coppa di Lega | Coppa di Lega | Coppa di Lega | Coppa UEFA | Coppa UEFA | Coppa UEFA  | Coppa UEFA | Totale   | Totale | Totale      | Totale     |
| Giocatore         | Presenze   | Reti       | Ammonizioni | Espulsioni | Presenze          | Reti              | Ammonizioni       | Espulsioni        | Presenze      | Reti          | Ammonizioni   | Espulsioni    | Presenze   | Reti       | Ammonizioni | Espulsioni | Presenze | Reti   | Ammonizioni | Espulsioni |
| ----------------- | ---------- | ---------- | ----------- | ---------- | ----------------- | ----------------- | ----------------- | ----------------- | ------------- | ------------- | ------------- | ------------- | ---------- | ---------- | ----------- | ---------- | -------- | ------ | ----------- | ---------- |
| A. Alves          | 23         | 8          | 2           | 1          | 1                 | 0                 | 0                 | 0                 | 1             | 1             | 0             | 1             | 4          | 0          | 0           | 0          | 29       | 9      | 2           | 2          |
| S. Beinlich       | 15         | 5          | 2           | 0          | 1                 | 1                 | 0                 | 0                 | 3             | 1             | 0             | 0             | 2          | 1          | 0           | 0          | 21       | 8      | 2           | 0          |
| A. Daei           | 23         | 3          | 0           | 0          | 2                 | 0                 | 0                 | 0                 | 2             | 0             | 0             | 0             | 5          | 2          | 1           | 0          | 32       | 5      | 1           | 0          |
| S. Deisler        | 25         | 4          | 5           | 2          | 1                 | 0                 | 0                 | 0                 | 3             | 0             | 0             | 0             | 6          | 0          | 2           | 0          | 35       | 4      | 7           | 2          |
| P. Dárdai         | 24         | 2          | 4           | 1          | 2                 | 0                 | 0                 | 0                 | 3             | 1             | 0             | 0             | 4          | 0          | 0           | 0          | 33       | 3      | 4           | 1          |
| M. Eckhard        | 0          | 0          | 0           | 0          | 0                 | 0                 | 0                 | 0                 | 0             | 0             | 0             | 0             | 0          | 0          | 0           | 0          | 0        | 0      | 0           | 0          |
| C. Fiedler        | 0          | 0          | 0           | 0          | 0                 | 0                 | 0                 | 0                 | 0             | 0             | 0             | 0             | 0          | 0          | 0           | 0          | 0        | 0      | 0           | 0          |
| M. Hartmann       | 34         | 2          | 5           | 0          | 1                 | 0                 | 0                 | 0                 | 2             | 0             | 0             | 0             | 6          | 1          | 2           | 0          | 43       | 3      | 7           | 0          |
| G. Király         | 34         | 0          | 3           | 0          | 2                 | 0                 | 0                 | 0                 | 3             | 0             | 0             | 0             | 6          | 0          | 0           | 0          | 45       | 0      | 3           | 0          |
| K. Kōnstantinidīs | 21         | 1          | 6           | 0          | 2                 | 1                 | 0                 | 0                 | 0             | 0             | 0             | 0             | 3          | 0          | 0           | 0          | 26       | 2      | 6           | 0          |
| T. Kuszczak       | 0          | 0          | 0           | 0          | 0                 | 0                 | 0                 | 0                 | 0             | 0             | 0             | 0             | 0          | 0          | 0           | 0          | 0        | 0      | 0           | 0          |
| B. Köhler         | 1          | 0          | 0           | 0          | 0                 | 0                 | 0                 | 0                 | 0             | 0             | 0             | 0             | 0          | 0          | 0           | 0          | 1        | 0      | 0           | 0          |
| R. Maas           | 6          | 0          | 1           | 1          | 0                 | 0                 | 0                 | 0                 | 0             | 0             | 0             | 0             | 0          | 0          | 0           | 0          | 6        | 0      | 1           | 1          |
| R. Marques        | 0          | 0          | 0           | 0          | 0                 | 0                 | 0                 | 0                 | 1             | 0             | 0             | 0             | 1          | 0          | 0           | 0          | 2        | 0      | 0           | 0          |
| T. Marx           | 1          | 0          | 0           | 0          | 0                 | 0                 | 0                 | 0                 | 0             | 0             | 0             | 0             | 0          | 0          | 0           | 0          | 1        | 0      | 0           | 0          |
| K. Michalke       | 4          | 2          | 0           | 0          | 2                 | 0                 | 1                 | 0                 | 2             | 1             | 1             | 0             | 1          | 0          | 0           | 0          | 9        | 3      | 2           | 0          |
| M. Preetz         | 33         | 16         | 2           | 0          | 2                 | 1                 | 0                 | 0                 | 3             | 1             | 0             | 0             | 6          | 2          | 0           | 0          | 44       | 20     | 2           | 0          |
| M. Rehmer         | 23         | 2          | 2           | 0          | 1                 | 0                 | 0                 | 0                 | 2             | 0             | 0             | 0             | 4          | 0          | 0           | 0          | 30       | 2      | 2           | 0          |
| P. Reiss          | 6          | 0          | 0           | 0          | 1                 | 0                 | 0                 | 0                 | 1             | 0             | 0             | 0             | 1          | 1          | 0           | 0          | 9        | 1      | 0           | 0          |
| B. Roy            | 8          | 1          | 0           | 0          | 2                 | 0                 | 0                 | 0                 | 0             | 0             | 0             | 0             | 1          | 0          | 0           | 0          | 11       | 1      | 0           | 0          |
| T. Sanneh         | 12         | 0          | 0           | 0          | 0                 | 0                 | 0                 | 0                 | 2             | 0             | 0             | 0             | 3          | 0          | 0           | 0          | 17       | 0      | 0           | 0          |
| A. Schmidt        | 29         | 1          | 3           | 0          | 0                 | 0                 | 0                 | 0                 | 2             | 0             | 0             | 0             | 6          | 0          | 0           | 0          | 37       | 1      | 3           | 0          |
| E. Sverrisson     | 30         | 3          | 8           | 0          | 1                 | 0                 | 0                 | 0                 | 2             | 0             | 1             | 0             | 4          | 0          | 0           | 0          | 37       | 3      | 9           | 0          |
| A. Thom           | 1          | 0          | 0           | 0          | 0                 | 0                 | 0                 | 0                 | 0             | 0             | 0             | 0             | 0          | 0          | 0           | 0          | 1        | 0      | 0           | 0          |
| R. Tretschok      | 29         | 2          | 4           | 0          | 2                 | 0                 | 0                 | 0                 | 2             | 0             | 0             | 0             | 5          | 1          | 0           | 0          | 38       | 3      | 4           | 0          |
| S. Veit           | 12         | 0          | 1           | 0          | 1                 | 0                 | 0                 | 0                 | 1             | 0             | 0             | 0             | 4          | 1          | 0           | 0          | 18       | 1      | 1           | 0          |
| D. Wosz           | 22         | 3          | 5           | 0          | 1                 | 1                 | 0                 | 0                 | 3             | 0             | 0             | 0             | 3          | 0          | 0           | 0          | 29       | 4      | 5           | 0          |
| S. Zilić          | 1          | 0          | 1           | 0          | 0                 | 0                 | 0                 | 0                 | 0             | 0             | 0             | 0             | 0          | 0          | 0           | 0          | 1        | 0      | 1           | 0          |
| D. van Burik      | 29         | 2          | 5           | 0          | 2                 | 0                 | 0                 | 0                 | 2             | 0             | 0             | 0             | 5          | 0          | 1           | 0          | 38       | 2      | 6           | 0          |
| J. Šimunić        | 14         | 0          | 3           | 0          | 1                 | 0                 | 1                 | 0                 | 1             | 0             | 0             | 0             | 1          | 0          | 0           | 0          | 17       | 0      | 4           | 0          |